# Exécuteur testamentaire

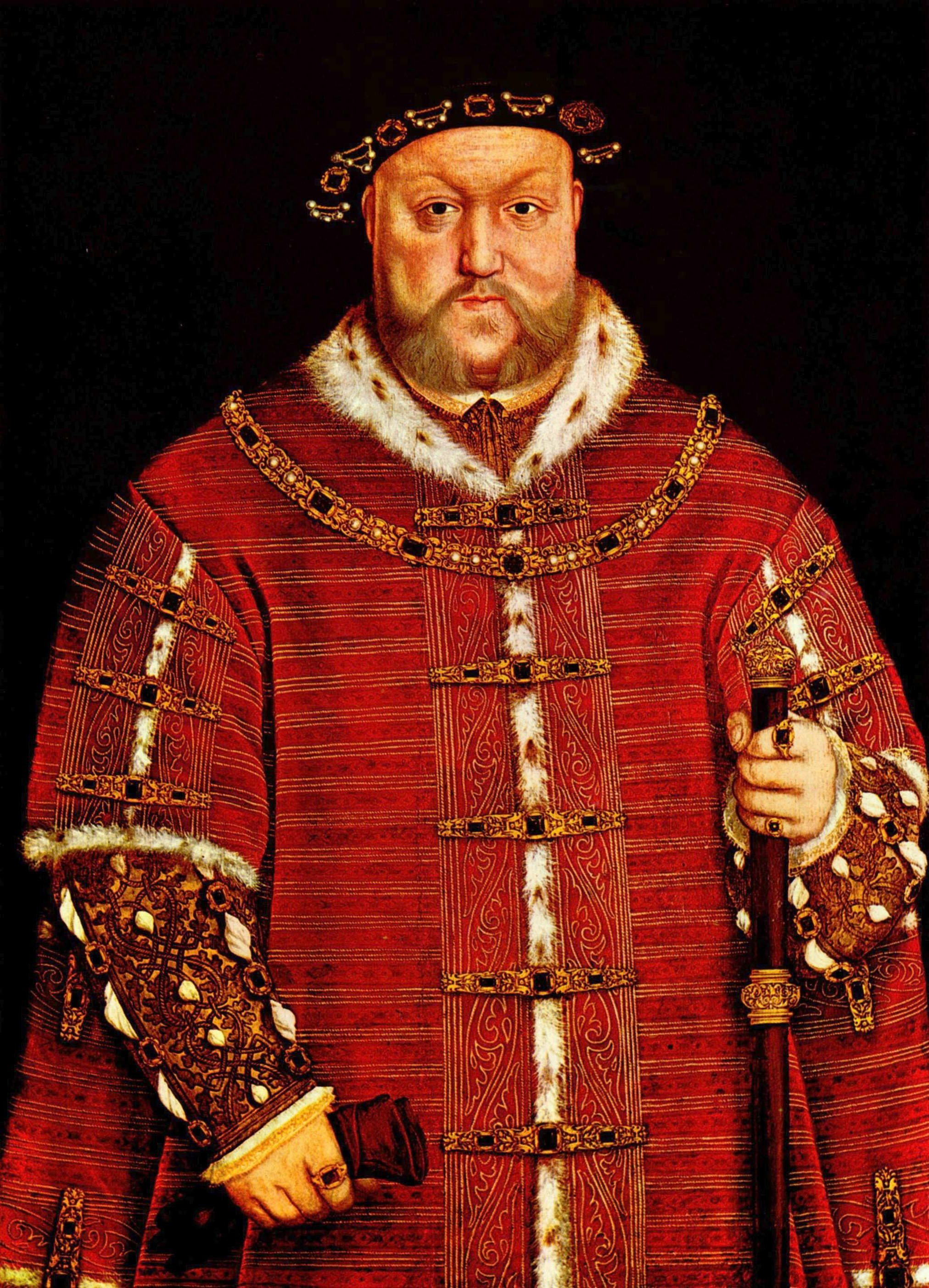
Dans son testament Henri VIII (ici par Hans Holbein le Jeune en 1542) a nommé 16 exécuteurs testamentaires.

Un exécuteur testamentaire est la personne chargée de faire respecter les dernières volontés du défunt. Il est appelé liquidateur au Québec.

## Droit français
En France, les textes qui traitent de cette situation sont les articles 1025 à 1034 du Code civil ; l'article 1025 précise :

« Le testateur peut nommer un ou plusieurs exécuteurs testamentaires jouissant de la pleine capacité civile pour veiller ou procéder à l'exécution de ses volontés.
L'exécuteur testamentaire qui a accepté sa mission est tenu de l'accomplir.
Les pouvoirs de l'exécuteur testamentaire ne sont pas transmissibles à cause de mort »

L'exécuteur testamentaire peut être un ou plusieurs personnes, tant physiques que morales : ami(e) ou personne de confiance, membre de famille, curateur public, ou une société fiduciaire. L'exécuteur testamentaire est libre d'accepter ou refuser la mission qui lui est confiée. Le testateur peut nommer un remplaçant au cas où la personne choisie ne peut pas accepter cette charge (décès ou refus).
Le rôle de l'exécuteur testamentaire est d’accomplir sa mission en engageant sa responsabilité personnelle et de mandataire. Il se doit d'effectuer les tâches inhérentes à sa mission d'exécuteur testamentaire qui lui sont confiées dans un délai de deux ans à compter de l'ouverture du testament (il peut obtenir un prolongement sur décision du juge du tribunal de grande instance),.

L'article 1033-1 du Code civil précise : 

« La mission d'exécuteur testamentaire est gratuite, sauf libéralité faite à titre particulier eu égard aux facultés du disposant et aux services rendus »

## Droit québécois
En droit québécois, les principales règles concernant le liquidateur d'une succession sont prévues aux articles 783 à 807 du Code civil du Québec. Les articles 783 à 793 traitent de la désignation et de la charge du liquidateur, les articles 794 à 801 traitent de l'inventaire des biens et les articles 802 à 807 traitent des fonctions du liquidateur.